# Ijebu Ode
Ijebu Ode è una città nigeriana nello stato dell'Ogun, del quale è la seconda città più popolosa con oltre 400.000 abitanti.
È sede vescovile cattolica.